# Nonionella
Nonionella es un género de foraminífero bentónico de la subfamilia Nonioninae, de la familia Nonionidae, de la superfamilia Nonionoidea, del suborden Rotaliina y del orden Rotaliida. Su especie tipo es Nonionella miocenica. Su rango cronoestratigráfico abarca desde el Coniaciense (Cretácico superior) hasta el Paleoceno.

## Clasificación
Se han descrito numerosas especies de Nonionella. Entre las especies más interesantes o más conocidas destacan:
- Nonionella auris †
- Nonionella magnalingua †
- Nonionella miocenica †
- Nonionella robusta †
- Nonionella satiata †
- Nonionella soldadoensis †
- Nonionella zenitens †

Un listado completo de las especies descritas en el género Nonionella puede verse en el siguiente anexo.